# Площа Леніна (станція метро, Новосибірськ)
55°01′48″ пн. ш. 82°55′14″ сх. д. / 55.03000° пн. ш. 82.92056° сх. д.
«Площа Леніна» (рос. Площадь Ленина) — станція Ленінської лінії Новосибірського метрополітену. Знаходиться між станціями «Жовтнева» і «Червоний проспект».
Територіально станція розташовується в Центральному районі Новосибірська, під центральною площею міста.
Введена в експлуатацію 28 грудня 1985 у складі 1-ї пускової ділянки першої черги з п'яти станцій.

## Технічна характеристика
Конструкція станції — односклепінна мілкого закладення

## Вестибюлі і пересадки
Станція має два підземних вестибюля — північний і південний. З платформою вестибюлі з'єднуються тристрічковими ескалаторами, кожен завдовжки 15 м).  Балюстради південного ескалатора виконані з нержавіючої сталі (до 2011 року були з оргаліту коричневого кольору). Обидва вестибюля мають по два входи.
На станцію пасажири можуть потрапити через шість входів, велика частина з яких вбудовані в будівлі, а інші являють собою відкриті сходові спуски. З чотирьох входів на станцію три суміщені з підвуличними переходами, а один (№ 3) вбудований в історичну будівлю Міського торгового корпусу.
У підвуличних переходах розташовані «живі куточки». Так, у південному переході (до мерії) за скляною перегородкою встановлені клітки з хвилястими папугами . А в північному переході (до Вокзальної магістралі) розташовується зоомагазин з акваріумом. Також в північному переході на підлозі вибиті цифри року здачі станції (1985).

## Оздоблення
Станція оздоблена мармуром різних сортів. Торцеві стіни над посадковою платформою прикрашені панно з кольорового каменю, що відбивають велич країни і революційне минуле міста. Художнє рішення стін розроблено ленінградськими художниками. Варіанти оформлення станції представлені на ілюстраціях. Наприкінці 2011 року вперше в новосибірському метро пластикове облицювання балюстради ескалаторів вестибюля № 2 була замінена на металеве.

## Ресурси Інтернету
- Станція «Площа Леніна» - Офіційний сайт Новосибірського метрополітену, 2012 [Архівовано 2 травня 2014 у Wayback Machine.](рос.)
- Опис і фотографії станції «Площа Леніна» на сайті «Світ метро» [Архівовано 27 квітня 2014 у Wayback Machine.](рос.)
- Схема станції «Площа Леніна»(рос.)
- Станція «Площа Леніна» (2009) — Gelio [Архівовано 19 березня 2012 у Wayback Machine.](рос.)
- Станція «Площа Леніна» — МетроЭНСК [Архівовано 9 листопада 2013 у Wayback Machine.](рос.)